# 16 grands empires turcs

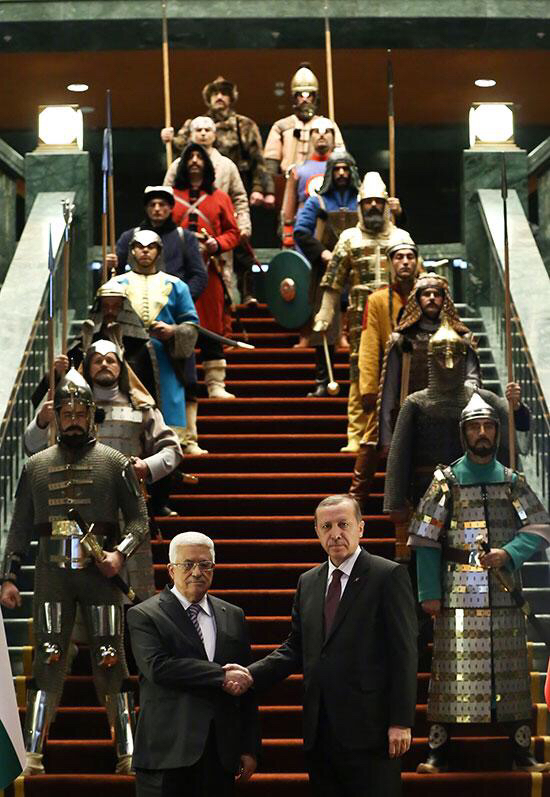
Erdoğan et Abbas avec des acteurs représentant les 16 grands empires turcs (2015)

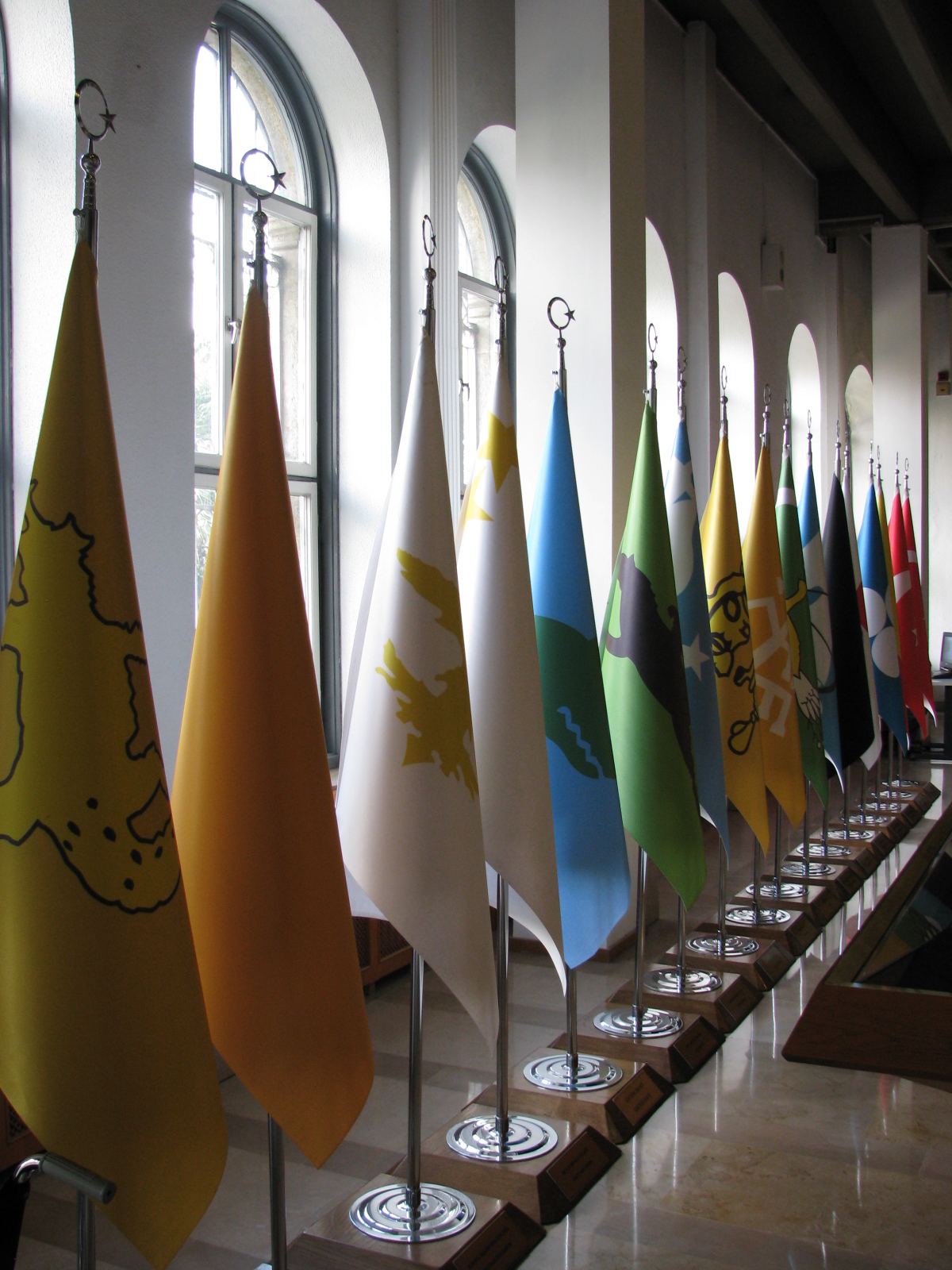
Drapeaux des 16 grands empires turcs exposés au Musée militaire d'Istanbul

L'idée des 16 Grands Empires Turcs (en turc : 16 Büyük Türk Devleti) est un concept du nationalisme ethnique turc, introduit en 1969 par le cartographe Akib Özbek, et largement invoqué par les autorités turques dans les années 1980, sous le gouvernement de Kenan Evren.

## Les 16 grands empires turcs
Les « 16 grands empires turcs » tels que définis par Özbek sont les suivants :
| Drapeau (tel qu'inventé par Özbek) | Nom                       | Nom turc                     | Leader                 | Dates (Calendrier grégorien, selon Özbek) |
| ---------------------------------- | ------------------------- | ---------------------------- | ---------------------- | ----------------------------------------- |
|                                    | Empire Xiongnu            | Büyük Hun İmparatorluğu      | Modu Chanyu            | 220 avt. J.-C. – 46 avt. J.-C.            |
|                                    | Empire Xiongnu Occidental | Batı Hun İmparatorluğu       | Panu                   | 48–216                                    |
|                                    | Empire des Huns           | Avrupa Hun İmparatorluğu     | Attila                 | 370–469                                   |
|                                    | Empire Hephthalite        | Akhun İmparatorluğu          | Aksunvar               | 390–577                                   |
|                                    | Empire göktürk            | Göktürk İmparatorluğu        | Bumin Qaghan           | 551–744                                   |
|                                    | Khaganat avar             | Avar İmparatorluğu           | Bayan Qaghan           | 565–835                                   |
|                                    | Khaganat khazar           | Hazar İmparatorluğu          | Tong Yabghu Qaghan     | 651–983                                   |
|                                    | Khaganat ouïgour          | Uygur Devleti                | Qutlugh Bilge Köl      | 744–840                                   |
|                                    | Empire qarakhanide        | Karahanlılar                 | Kül-Bilge Qara-Khan    | 840–1212                                  |
| GhaznavidFlag attributed.svg       | Empire ghaznévide         | Gazneliler                   | Subuktigîn             | 977–1186                                  |
|                                    | Empire seldjoukide        | Büyük Selçuklu İmparatorluğu | Chagri Bey             | 1037–1194                                 |
|                                    | Empire khwarezmien        | Harzemşahlar                 | Mohamed II du Khwarezm | 1077–1231                                 |
|                                    | Horde d'or                | Altınordu Devleti            | Batu Khan              | 1240–1502                                 |
|                                    | Empire timouride          | Büyük Timur İmparatorluğu    | Tamerlan               | 1370–1507                                 |
|                                    | Empire moghol             | Babür İmparatorluğu          | Babur                  | 1526–1858                                 |
|                                    | Empire ottoman            | Osmanlı İmparatorluğu        | Osman Ier              | 1299–1923                                 |

## Réception

Les 16 étoiles du sceau présidentiel de Turquie représentent chacune un grand empire turc.

L'écrivain, romancier, poète et philosophe nationaliste turc Hüseyin Nihâl Atsız, partisan de l'idéologie panturquiste ou touraniste, avait noté que si certains États à l'identité turque douteuse étaient inclus dans la liste (comme l'Empire moghol), certains États indéniablement turcs (comme l'État des Aq Qoyunlu) avaient été laissés de côté ; il qualifie pour cela la liste de « faux ».
Malgré les critiques d'Atsız, le concept est devenu un thème dominant du symbolisme national turc à la suite du coup d'État turc de 1980, sous la présidence de Kenan Evren. L'administration postale turque a émis une série de timbres dédiés aux 16 empires en 1984, montrant des portraits de leurs fondateurs respectifs ainsi que les drapeaux qu'Özbek leur avait attribués. En 1985, les 16 empires d'Özbek ont été invoqués comme explication rétrospective des 16 étoiles du sceau présidentiel de Turquie (pourtant introduit en 1936).
Plusieurs bâtiments municipaux et parcs publics en Turquie possèdent des collections de bustes ou de statues des fondateurs des « 16 Empires » aux côtés d'une statue de Kemal Atatürk, notamment les bâtiments municipaux de Keçiören (Ankara), Mamak, Ankara, Etimesgut, Niğde, Nevşehir, Pinarbaşı, Kayseri, etc..
En 2000, Türk Telekom a produit une série de cartes à puce dédiées à ce sujet.
En janvier 2015, le président turc Recep Tayyip Erdoğan a reçu le président palestinien Mahmoud Abbas au palais présidentiel turc avec une garde de 16 « guerriers », des acteurs portant des armures et des costumes vaguement historiques, destinés à symboliser les 16 empires. Les costumes ont été ridiculisés dans les médias turcs ; tout particulièrement l'un d'entre eux, qualifié de « peignoir », devenant même un mème sur les réseaux sociaux sous le nom de Duşakabinoğulları (lit. « fils de la cabine de douche », de la dynastie des « cabinides-de-douche »).

## Voir également
- Panturquisme
- Touranisme
- Néo-ottomanisme
- Nation russe trinitaire